# Axel C. Kronenberg
Axel Christoph Kronenberg (* 15. Mai 1938 in Berlin) ist ein deutscher Offizier und Heimatforscher.

## Leben
Axel Kronenberg wurde 1938 als zweites von drei Kindern von Kurt Kronenberg und Liselotte, geb. Deicke, in Berlin-Charlottenburg geboren.
Kronenberg war ab 1960 als Pionier, Diplomingenieur und Generalstabsoffizier bei der Bundeswehr tätig und wurde 1996 als Oberst i. G. pensioniert. In seiner letzten Verwendung arbeitete er an der Führungsakademie der Bundeswehr in Hamburg. Sein historisches Engagement dient in besonderem Maße der Erforschung, Bewahrung und Veröffentlichung des historischen Erbes der Samtgemeinde Lamspringe und der Stadt Bad Gandersheim. Kronenberg hielt zu diesen Themen auch Vorträge. Mit seinen historischen Veröffentlichungen über Bad Gandersheim knüpft er an die Arbeiten seines Vaters Kurt Kronenberg an. Er wurde am 1. November 2018 mit dem Verdienstkreuz am Bande des Niedersächsischen Verdienstordens ausgezeichnet.
Kronenberg wohnt heute in Lamspringe im Landkreis Hildesheim.

## Engagement als Heimatforscher
Kronenberg fand heraus, dass die Fresken von Alfred Ehrhardt in der Krypta der Klosterkirche Lamspringe 1938 von den Nationalsozialisten übertüncht worden waren, da sie als Entartete Kunst galten. Auf Kronenbergs Anregung hin wurden die Wand- und Deckenmalereien restauriert, wobei zwischen 2006 und 2010 sechs von ursprünglich 14 Gemälden freigelegt und im Oktober 2011 neu eingeweiht wurden. Kronenberg entdeckte zudem drei stark beschädigte und verschmutzte Engel auf der Empore der barocken Orgel der Klosterkirche. Daraufhin veranlasste der Restaurator der Klosterkammer die Restaurierungsarbeiten, die im Jahr 2016 durch Dieter Paule aus Bad Salzdetfurth durchgeführt wurden.
Bei Forschungen in einem Archiv in Sachsen-Anhalt entdeckte Kronenberg einen Taufengel der Kirche von Graste. Auf seinen Einsatz hin veranlasste die Klosterkammer Hannover eine Rückführung nach Graste und übernahm einen Teil der Renovierungskosten. Die restlichen Gelder stammten aus EU-Mitteln und von Sponsoren, die Kronenberg gewinnen konnte. Im März 2012 wurde der Taufengel eingeweiht. Des Weiteren setzte er sich für die Restaurierung des Torsos eines barocken Taufengels (um 1750) der Kirche von Evensen ein, der nach über 100 Jahren unsachgemäßer Lagerung auf dem Dachboden der Kirche in schlechtem Zustand wiederentdeckt worden war, und nach Restaurierung durch die Hildesheimer Restauratorin Johanna Fuchs im Jahr 2014 wieder aufgehängt wurde.
Im Rahmen der Initiative Gegen das Vergessen erfasste und dokumentierte er die Grabsteine der vier Friedhöfe in Lamspringe: evangelischer Friedhof, katholischer Friedhof, historischer Friedhof und jüdischer Friedhof mit insgesamt ca. 900 Grabsteinen im Grabstein-Projekt der Gesellschaft für Computergenealogie. Außerdem ordnete er ehrenamtlich das historische Archiv der Samtgemeinde Lamspringe.
Ferner erfasste er die Friedhöfe in Neuhof, die Friedhöfe (St. Georgsfriedhof, Salzbergfriedhof und jüdischer Friedhof) in Bad Gandersheim. den Friedhof in Graste, den historischen Friedhof in Kahlefeld und den jüdischen Friedhof in Seesen, insgesamt wurden 3677 Grabsteine dokumentiert.
Außerdem ordnete er ehrenamtlich das historische Archiv der Samtgemeinde Lamspringe.

## Regionalhistorische Schriften (Auswahl)

### Monographien und Sammelbände
- Kloster Lamspringe und der irische Märtyrer Oliver Plunkett. (DKV-Kunstführer Nr. 666; Reihe der Klosterkammer Hannover, Heft 5). 2010, ISBN 978-3-422-02296-6.
- mit Gisela Aye: Taufbecken und Taufengel in Niedersachsen. Schnell & Steiner, 2006, ISBN 3-7954-1907-7.
- als Hrsg.: Kloster Lamspringe. Samtgemeinde Lamspringe, Lamspringe 2006, ISBN 3-9811183-0-8.
- Lamspringe, Historischer Flecken an der Lamme, Bilder vergangener Zeiten. Geiger-Verlag, Horb am Neckar 2011, ISBN 978-3-86595-414-5.
- Gandersheim in alten Ansichten. Band 3. Europäische Bibliothek, Zaltbommel, Niederlande 2002, ISBN 90-288-6708-2.
- Kath. Kirchengemeinde St. Hadrian und St. Dionysius (Hrsg.): Kloster Lamspringe. Führer durch die Kirche St. Hadrian und St. Dionysius und das Kloster Lamspringe. 2002.
- Ev.-luth. Kirchengemeinde Clus (Hrsg.): Klosterkirche Clus St. Maria und St. Georg. 2001, OCLC 837013417.
- als Hrsg.: 1150 Jahre Stift Gandersheim, 852–2002: Festschrift zum 1150 jährigen Jubiläum des Stiftes Gandersheim. Lamspringe 2013, OCLC 255601282.
- Lamspringe und seine Schulen. Von der Klosterschule zur Oberschule, Lamspringe 2013, Hrsg. Förderverein Lamspringer Schulen
- Chronik des Fleckens Lamspringe.  Hrsg.: Flecken Lamspringe, Verlag: Leinebergland Druck, Lamspringe 2016. ISBN 978-3981118360.
- Die Ritter von Steinberg. Zwischen Bischof und Herzog: Geschichte eines niedersächsischen Adelsgeschlechts (Veröffentlichung des Hildesheimer Heimat- und Geschichtsvereins).  Gerstenberg, Hildesheim 2020. ISBN 978-3-80678846-4
- Engel der Klosterkirche in Lamspringe. Hrsg. Katholischen Kirchengemeinde Lamspringe, 2022
- Die Pastoren der evangelischen Gemeinde im Kirchspiel Lamspringe, Lamspringe März 2025, Hrsg. Evangelisch-lutherische Gemeinde im Kirchspiel Lamspringe.
- Die Äbte des Klosters Lamspringe, Lamspringe Mai 2025.

### Kirchenführer
- Kloster Lamspringe Führer durch die Kirche St. Hadrian und St. Dionysius und das Kloster Lamspringe Kath. Kirchengemeinde St. Hadrian und St. Dionysius (Hrsg.) 2002.
- Klosterkirche Clus St. Maria und St. Georg Ev.-luth. Kirchengemeinde Clus (Hrsg.) 2001.
- Kirchenführer der Kirche zu Evensen. 2000.
- Kirchenführer der Kirche zu Neuhof. 2003.
- Sankt Georg zu Bad Gandersheim. Die Bürgerkirche an der Gande. 2006. Dazu als Einlage: Die Grabsteine an der Sankt Georgskirche zu Bad Gandersheim.
- Hieronymus Sies, Maler und Scagliolist, Katholische Kirchengemeinde St. Mariae Himmelfahrt Bad Gandesheim (Hrsg.) 2018.